# Розщупкіна Ольга
Ольга Розщупкіна (нар. 26 березня 1984) - українська гімнастка. Вона брала участь у літніх Олімпійських іграх 2000 року, де посіла 7 місце у багатоборстві та 7 місце у фіналі змагань з брусів. 
На чемпіонаті світу 1999 року вона виграла бронзову медаль серед команд та балансирів.
Як повідомляється на сторінці Розщупкіної у Facebook, зараз вона живе в Канаді, працюючи тренеркою з гімнастики в Queen City в Регіні, Саскачеван.

## Дивитися також
- Список українських олімпійських гімнасток